# Episinus macrops
Episinus macrops är en spindelart som beskrevs av Simon 1903. Episinus macrops ingår i släktet Episinus, och familjen klotspindlar. Inga underarter finns listade i Catalogue of Life.